# Private Fachschule für Wirtschaft und Soziales
Die Private Fachschule für Wirtschaft und Soziales, kurz FSWISO, ist eine private Fachschule mit Standorten in Erfurt, Gera, Sondershausen, Malchow und zweimal in Suhl die 1994 gegründet wurde. Ihr Träger ist die gleichnamige Private Fachschule für Wirtschaft und Soziales gGmbH.

## Geschichte
Im Jahr 1994 wurde die Private Fachschule für Wirtschaft und Soziales gegründet.
Am 3. Juni 2013 wurde der Schule der deutsche Schulpreis in der Schulart „Berufliches Gymnasium“ verliehen.

## Standorte
Aufgeteilt auf sechs „Teilstandorte“, erstreckt sich die Private Fachschule hauptsächlich über ganz Thüringen, deren Hauptsitz sich in Erfurt befindet. Die Teilschulen in Thüringen befinden sich in Erfurt, Gera, Sondershausen und Suhl-Aue II sowie Suhl-Neundorf. Zusätzlich dazu gibt es noch einen Schulstandort in Malchow im Bundesland Mecklenburg-Vorpommern.

## Ausbildung
Die FSWISO bietet insgesamt elf verschiedene Bildungsgänge, vier Weiterbildungen und eine Umschulung in sozialen Berufen an. Die Ausbildungen schließen mit dem Bestehen der Ausbildung, dem Realschulabschluss oder der allgemeinen Fachhochschulreife ab.

### Bildungsgänge
- Pflegefachmann/-frau
- Ergotherapeut/-in
- Erzieher/-in
- Heilerziehungspfleger/-in
- Heilpädagoge

- Kinderpfleger/-in
- Kosmetiker/-in
- Logopäde
- Podologe
- Sozialassistent/-in
- Sozialbetreuer/-in

### Weiterbildungen
- Hauptschulabschluss und Beruf
- Praxisanleiter/-in (Berufsbegleitend)
- Fachkraft in der Altenpflege
- Subkutane Injektionen

### Umschulungen
- Umschulung zur Pflegefachkraft